# René de Possel

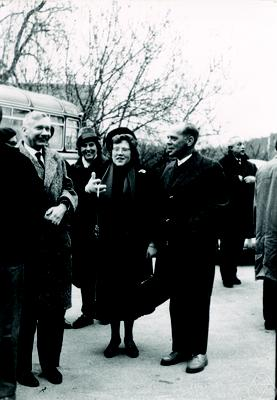
Possel (rechts) 1961 am Mathematischen Forschungsinstitut Oberwolfach

Lucien Alexandre Charles René de Possel (* 7. Februar 1905 in Marseille; † 26. Februar 1974 in Paris) war ein französischer Mathematiker, der zu den Begründern von Bourbaki gehörte und später ein Informatik-Pionier in Frankreich war.

## Leben
Possel ging in Marseille zur Schule und besuchte ab 1923 die École normale supérieure. Während seiner Doktorarbeit besuchte er mit einem Rockefeller-Stipendium die Universitäten in München, Göttingen und Berlin. Dabei veröffentlichte er eine erste Arbeit über konforme Abbildung. 1933 wurde er promoviert.
1933 wurde er in Marseille Maître de conférences und 1934 in gleicher Position an der Universität Clermont-Ferrand, wo er Kollege von Szolem Mandelbrojt wurde. Bei ihren wöchentlichen Besuchen in Paris entstand aus Treffen mit alten Kommilitonen die Idee zu Bourbaki. Dort war er für die ersten Entwürfe zur Präsentation der Integrationstheorie verantwortlich. Aufgrund von Streitigkeiten mit André Weil verließ er aber die Gruppe.
1936 veröffentlichte er ein Buch über Spieltheorie (Sur la théorie mathématique des jeux de hasard et de réflexion), der auch eine seiner letzten Arbeiten 1968 gewidmet war (über Nim-Spiele). 1935 veröffentlichte er eine Theorie der Differentiation in abstrakten Maßräumen.
Er wurde Professor in Besançon und ab 1938 in Clermont-Ferrand. 1941 wurde er Professor in Algier. 1959 wurde er Professor für numerische Mathematik in Paris. Am Institut Blaise Pascal des CNRS leistete er Pionierarbeit auf dem Gebiet der Bilderkennung. 1960 bis zu dessen Reorganisation 1969 war er Direktor des Instituts als Nachfolger von Louis Couffignal. Er war maßgeblich an der Gründung des späteren Institut de Programmation beteiligt.